# امپراتور کیکو
امپراتور کیکو (انگلیسی: Emperor Keikō) دوازدهمین امپراتور ژاپن بود.